# Роб Риндър
Робърт Майкъл Риндър (на английски: Robert Michael Rinder) е британски криминален адвокат, телевизионна личност и писател. Известен е и като съдия Риндър. Пише съдебни трилъри под псевдонима Роб Риндър (на английски: Rob Rinder).

## Биография и творчество
Робърт Риндър е роден на 31 май 1978 г. в квартал Уестминстър, Лондон, Англия, в еврейско семейство. Неговият дядо по майчина линия, Морис Маленицки, е оцелял от Холокоста. След средното си образование следва в Националния младежки театър. По-късно се отказва от актьорството и следва политика и съвременна история в университета на Манчестър, завършвайки с отличие.
През 2001 г. е включен в адвокатската колегия и стажува, след което се специализира в случаи на международни измами, пране на пари и други форми на финансови престъпления. Участва в наказателното произдводство след убийствата на Летисия Шекспир и Чарлийн Елис през януари 2003 г. и в защитата на британски военнослужещи по обвинения в непредумишлено убийство след смъртта на задържани в Ирак. От 2010 г. участва в разследването и съдебното преследване на предполагаеми подкупи, корупция и измами в британската отвъдморска територия на островите Търкс и Кайкос.
През 2014 г., докато все още е практикуващ адвокат, започва да води риалити сериала „Съдия Риндър“, продължил до 2020 г. в 7 сезона и 686 серии. В програмата той води делата в обичайното си съдебно облекло на адвокат, но без адвокатската перука, като ползва чукче и знаме на Обединеното кралство, като нито едно от тях не се използва в британските съдилища, а са по подобие на американските съдилища и телевизионни съдебни програми. През 2015 г. е издадена книгата му „Правилата на Риндър“. В периода 2016 – 2021 г. води 8 сезона от телевизионната поредица „Криминалните истории на съдия Риндър“. През декември 2017 г. стартира повторно старото предаване „Кралски съд“ по Ай Ти Ви, наречено сега „Кралски съд на съдия Риндър“. През 2019 г. започва да води сериала на „Чанъл 4“ „Присъдата на Роб Риндър“. През ноември 2020 г. е излъчен документалният му филм „Моето семейство, Холокостът и аз“, който помага на еврейските семейства да открият пълната истина за случилото се с техните роднини по време на Холокоста. През 2022 г. става редовен водещ на сутрешното предаване „Добро утро, Великобритания“ на „Ай Ти Ви“. Същата година започва да води криминалната поредица от 10 части „Тайните на разпита на Роб Риндър“ по канала Crime & Investigation UK.
Първият му роман „Процесът“ от поредицата съдебни трилъри „Мистериите на Адам Грийн“ е издаден през 2023 г. В историята главният герой, адвокат Адам Грийн, е изправен пред първото си дело в кариерата, в което трябва да защитава бившия затворник Джими Найт, който е обвинен за отравянето на полицая Грант Кливдън, когото цялата страна смята за герой. Въпреки предрешената загуба той открива скрити факти от живота на полицай Кливдън, с което ще опита да докаже невинността на клиента си.
Той също така е колумнист на правна дискусионна колона през 2014 г. във вестник „Сън“, а през 2017 г. става колумнист за лондонския „Ивнинг Стандарт“.
През 2020 г. получава отличието Член на Ордена на Британската империя за заслугите си в образованието за Холокоста и почетна докторска степен за правната си дейност.

## Произведения

### Поредица „Мистериите на Адам Грийн“ (Adam Green Mystery)
1. The Trial (2023)[1][2]
Процесът, изд.: ИК „Ера“, София (2023), прев. Росица Тодорова
2. The Suspect (2024)

### Документаристика
- Rinder Rules (2015)

### Екранизации
- 2018 Rob Rinder's Good Year, Bad Year
- 2019 The Rob Rinder Verdict – тв сериал
- 2020 My Family, the Holocaust and Me – тв минисериал